# Samuel Matete
Samuel Matete (Chingola,  27 de julho de 1968) é um antigo atleta da Zâmbia, que foi campeão do mundo na prova de 400 metros com barreiras. 

Conhecido pelo seu excepcionalmemte rápido final, foi um dos líderes mundiais na primeira metade da década de 1990, tornando-se, em 1991, o primeiro campeão do mundo do seu país. O seu melhor registo, de 47.10 segundos, obtido durante o meeting Weltklasse Zürich em 1991, ainda é o actual recorde africano.

## Melhores marcas pessoais
- 400m barreiras - 47.10 (1991)
- 400 metros - 44.88 (1991)
- 200 metros - 21.04 (1989)
- 100 metros - 10.77 (1989)